# Carnoux-en-Provence
Carnoux-en-Provence (in occitano Carnós de Provença) è un comune francese di 6 706 abitanti situato nel dipartimento delle Bocche del Rodano nella regione della Provenza-Alpi-Costa Azzurra.

## Geografia fisica

### Territorio
Carnoux-en-Provence si trova ad est di Marsiglia, tra Aubagne a nord e Cassis a sud, nel cuore di un insieme di colline che si protraggono ad est fino al massiccio di Saint-Cyr. Il paese è situato in una valle con orientamento generale sud-est e nord-est, delimitata a nord da un altipiano che appartiene solo in parte al territorio comunale. La maggior parte delle abitazioni si trovano sul fianco nord-ovest.

### Clima
Grazie alla sua posizione geografica vicina al mare, Carnoux gode del clima mediterraneo.

## Storia
Carnoux fu fondata nel 1957 da coloni francesi rimpatriati dal Marocco. Molti profughi pieds-noirs, provenienti dall'Algeria, furono accolti in città a partire dal 1962.
Il Comune fu creato nel 1966 per distaccamento da quello di Roquefort-la-Bédoule, diventando così il 119° del dipartimento delle Bocche del Rodano.

### Simboli
Lo stemma comunale è stato adottato il 7 marzo 1972.

## Monumenti e luoghi d'interesse
All'interno della chiesa di Notre-Dame-d'Afrique è custodita la statua di una Madonna nera, replica di quella contenuta nella basilica di Notre-Dame d'Afrique di Algeri, verso la quale ogni anno viene organizzato un pelegrinaggio il 15 agosto in occasione della festa dell'Assunzione di Maria.

## Società

### Evoluzione demografica
Abitanti censiti